# Parawaldeckia stephenseni
Parawaldeckia stephenseni är en kräftdjursart som beskrevs av Hurley och Cooper 1974. Parawaldeckia stephenseni ingår i släktet Parawaldeckia och familjen Lysianassidae. Inga underarter finns listade i Catalogue of Life.